# Роланд, Уилл
Уилл Роланд (англ. Will Roland; род. 5 марта 1989, Нью-Йорк, США) — американский актёр, наиболее известный по роли Джареда Клайнмана в бродвейском мюзикле «Дорогой Эван Хэнсен».

## Биография
Роланд родился в Ист-Виллидж, Нью-Йорк. Закончил Нью-Йоркский университет. Его семье принадлежит нью-йоркский аукционный дом Roland Auctions.

## Фильмография
| Год       |   | Русское название        | Оригинальное название                                                | Роль                             |
| --------- | - | ----------------------- | -------------------------------------------------------------------- | -------------------------------- |
| 2015      | с | Тайны Лауры             | The Mysteries of Laura                                               | третий нерд                      |
| 2016      | с | Красные дубы            | Red Oaks                                                             | Джоэл                            |
| 2017      | ф | —                       | One Penny                                                            | Коллин                           |
| 2018      | с | Несгибаемая Кимми Шмидт | Unbreakable Kimmy Schmidt                                            | Дэнни                            |
| 2018—2020 | с | Миллиарды               | Billions                                                             | Уинстон                          |
| 2020      | с | Действие во имя дела    | Acting for a Cause                                                   | Малволио                         |
| 2020      | в | —                       | Broadway Whodunit: Murder at Montgomery Manor                        | Тедди Кармайкл / Альберт Джастис |
| 2020      | в | —                       | Broadway Whodunit: Escape from Camp Eerie                            | Морт Хейвел                      |
| 2020      | в | —                       | Broadway Whodunit: All Hallows’ Eve                                  | Джефф О’Уинн                     |
| 2021      | в | —                       | Broadway Whodunit: Michael Park Presents Michael Park’s Michael Park | Роланд Род                       |

## Награды и номинации
| Год  | Награда                                                 | Номинация                          | Работа              | Результат |
| ---- | ------------------------------------------------------- | ---------------------------------- | ------------------- | --------- |
| 2017 | Northern Virginia International Film and Music Festival | Лучшая роль                        | Один пенни          | Номинация |
| 2017 | Broadway.com Audience Awards                            | Любимое комедийное выступление     | Дорогой Эван Хэнсен | Победа    |
| 2017 | Broadway.com Audience Awards                            | Прорыв года                        | Дорогой Эван Хэнсен | Номинация |
| 2017 | Broadway.com Audience Awards                            | Любимая мужская роль второго плана | Дорогой Эван Хэнсен | Номинация |